# Лекі Дукпа
Лекі Дукпа (нар. 9 вересня 1989, Тхімпху, Бутан) — бутанський футболіст, воротар клубу «Тхімпху Сіті» та національної збірної Бутану.

## Клубна кар'єра
У 2013 році опинився в «Друк Пол». По ходу сезону 2016 року приєднався до «Тертонс». На початку наступного сезону перейшов до «Тхімпху Сіті».

## Кар'єра в збірній
У футболці національної збірної Бутану дебютував 2012 року.